# Tete Rodríguez
Emilio Antonio Rodríguez Seara, más conocido como Tete Rodríguez (Treceño, Cantabria, España, 11 de marzo de 1950) es un exjugador de bolo palma cántabro retirado en 2011. Se retiró siendo el jugador más laureado y premiado de la historia del bolo palma, destacando sus 7 campeonatos del Mundo, sus 28 títulos de campeón de España y sus 27 títulos regionales de Cantabria.

## Biografía
Ha sido jugador de varias peñas a lo largo de su trayectoria, San Vicente del Monte, Corral de Treceño, Peña Bolística Treceño, la Rabia de Comillas, Textil Santanderina, Santa María del Sel, Construcciones Rotella (que desapareció a finales de la década de los 90) y desde entonces y hasta su retirada en 2011 en la peña Puertas Róper. Fue director de la Escuela de Bolos de Torrelavega.
Es el padre de los jugadores de bolos, Emilio Antonio Rodríguez y Rubén Rodríguez.

## Palmarés
- 2 veces Campeón del Mundo individual: 1989 y 1996.
- 5 veces Campeón del Mundo por parejas: 1988, 1989, 1990, 1995 y 1996.
- 11 veces Campeón de España individual: 1973 (635 bolos), 1978 (651), 1980 (652), 1981 (681), 1984 (651), 1986 (690), 1987 (666), 1989 (663), 1991 (645), 1992 (636) y 1995.
- 16 veces Campeón de España por parejas: 1977, 1979 con Calixto. 1982, 1983, 1984 y 1985 con Fuentevilla. 1988, 1989, 1991, 1992, 1993 y 1994 con Ingelmo. 1995, 1997, 1998 y 2007.
- 10 veces Campeón de Cantabria individual: 1974 (641), 1979 (681), 1980 (644), 1986 (648), 1988 (668), 1990 (690), 1992 (706), 1993 (654), 1995, 1996.
- 18 veces Campeón de Cantabria por parejas: 1977, 1978 y 1979 con Calixto. 1981, 1982, 1983, 1984 y 1985 con Fuentevilla. 1988, 1990, 1991, 1992 y 1993 con Ingelmo. 1996, 1997, 2000, 2003 y 2005.
- Copa de Cantabria: 1976 y 1978 con Textil Santanderina. 1984, 1985, 1989 y 1994 con Construcciones Rotella.
- 1 vez Campeón de España juvenil: 1967
- 1 vez Campeón de España de 2ª: 1967

## Premios
- Medalla de Oro al Mérito del Deporte de Cantabria[1]
- Insignia de Oro de la Federación Española[1]
- Insignia de Oro de la Federación Cántabra[1]
- Premio "Pico Peñamellera" (2004)[1]
- Moisés de Oro
- Alerta de Plata
- Emboque de Oro
- Insignia de oro de la peña Casatino